# تکامل استوالد

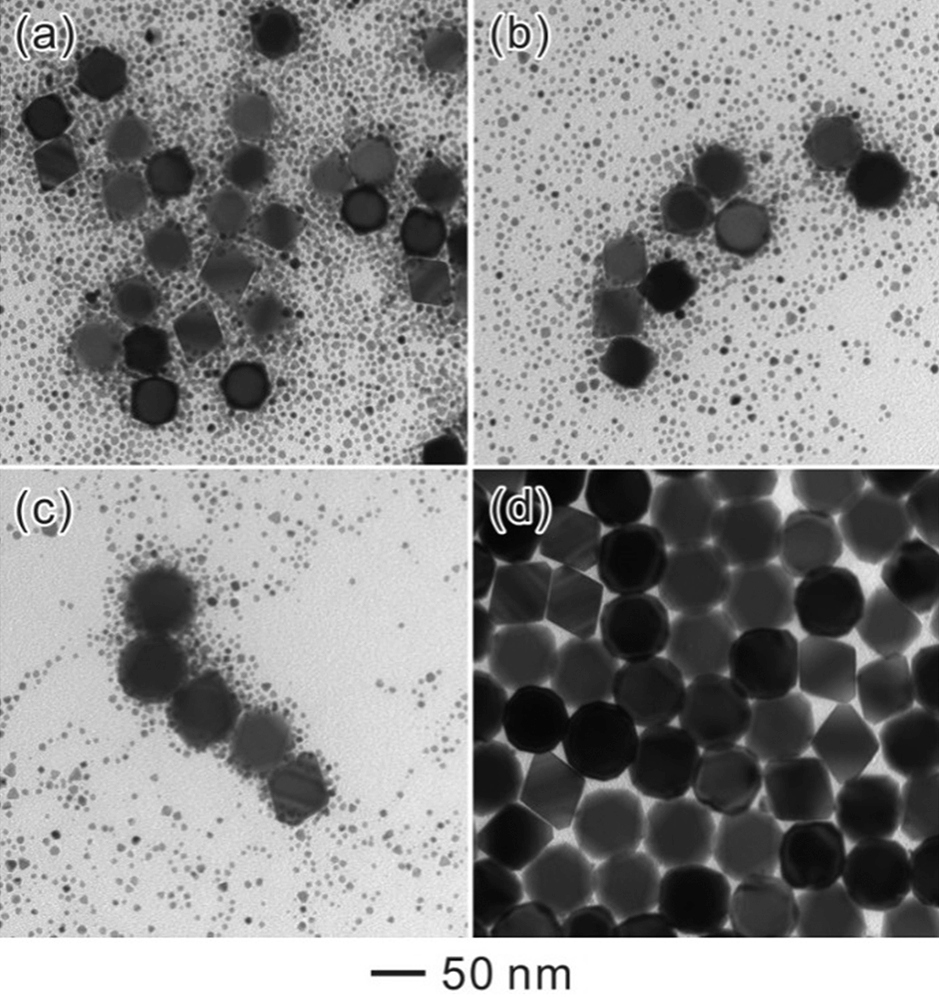
تکامل استوالد در نانوذرات پالادیوم محلول در فرمالدهید در 6 (a)، 24 (b)، 48 (c) و 72 ساعت (d). ذرات کوچک پالادیوم با بزرگتر شدن ذرات بزرگتر مصرف می شوند.

تکامل استوالد پدیده‌ای است که در محلول‌های جامد یا سل‌های مایع مشاهده می‌شود که تغییر یک ساختار ناهمگن را در طول زمان توصیف می‌کند، یعنی کریستال‌های کوچک یا ذرات سل حل می‌شوند و دوباره روی بلورها یا ذرات سل بزرگ‌تر رسوب می‌کنند.
انحلال کریستال های کوچک یا ذرات سل و رسوب مجدد گونه های محلول بر روی سطوح بلورهای بزرگتر یا ذرات سل اولین بار توسط ویلهلم اوستوالد در سال 1896 توصیف شد. برای سیستم های کلوئیدی، رسیدن استوالد در امولسیون های آب در روغن نیز یافت می شود، در حالی که لخته سازی در امولسیون های روغن در آب یافت می شود.

## طرز کار
این فرآیند خودبه‌خودی که از نظر ترمودینامیکی هدایت می‌شود به این دلیل رخ می‌دهد که ذرات بزرگ‌تر از ذرات کوچک‌تر از نظر انرژی بیشتر مورد علاقه هستند. این از این واقعیت ناشی می شود که مولکول های روی سطح یک ذره از نظر انرژی پایدارتر از مولکول های موجود در داخل هستند.

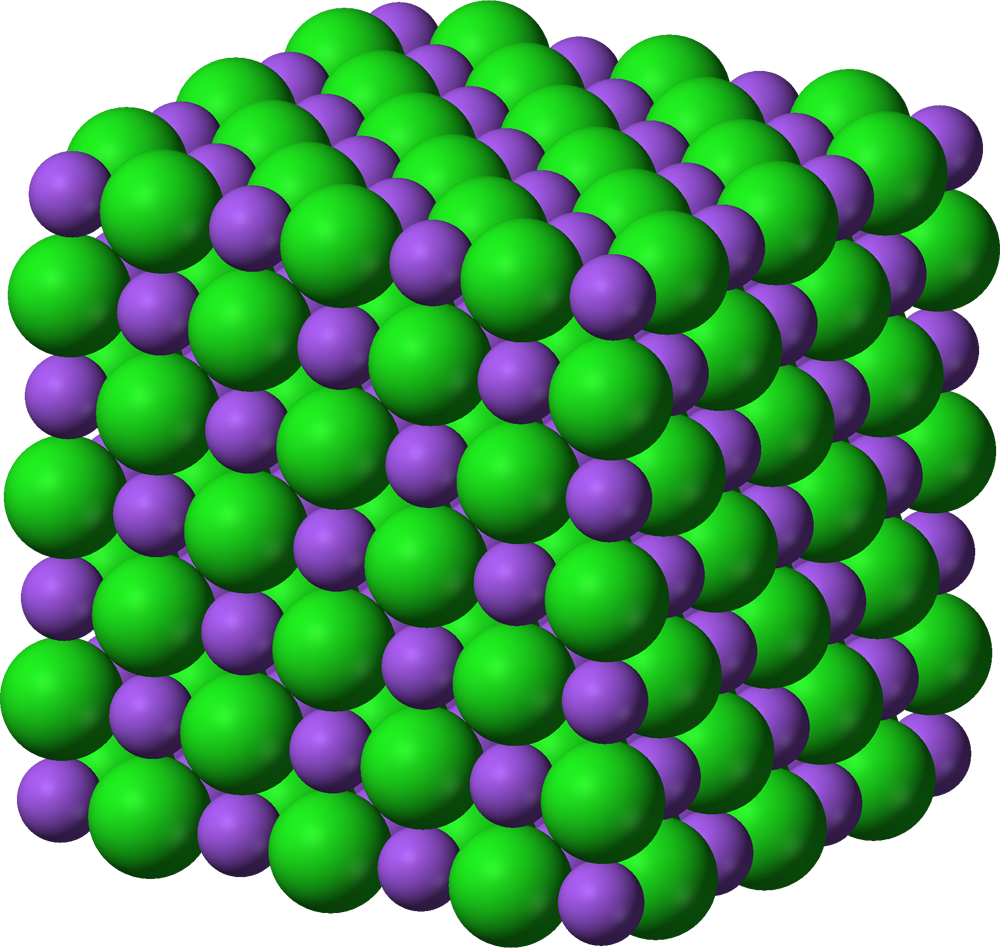
ساختار بلوری مکعبی (سدیم کلرید)

یک کریستال مکعبی از اتم ها را در نظر بگیرید: همه اتم های داخل به 6 همسایه متصل هستند و کاملاً پایدار هستند، اما اتم های روی سطح فقط به 5 همسایه یا کمتر متصل هستند، که باعث می شود این اتم های سطحی پایداری کمتری داشته باشند. ذرات بزرگ از نظر انرژی مطلوب تر هستند زیرا، در ادامه با این مثال، اتم های بیشتری به 6 همسایه پیوند می خورند و اتم های کمتری در سطح نامطلوب قرار دارند. همانطور که سیستم سعی می کند انرژی کلی خود را کاهش دهد، مولکول های روی سطح یک ذره کوچک (از نظر انرژی نامطلوب، تنها با 3 یا 4 یا 5 همسایه پیوند خورده) تمایل به جدا شدن از ذره و انتشار در محلول دارند.
معادله کلوین رابطه بین شعاع انحنا و پتانسیل شیمیایی بین سطح و حجم داخلی را توصیف می کند:
{\displaystyle \Delta \mu ={\frac {2\sigma \nu _{at}}{r}}}
جایی که {\displaystyle \mu } مربوط به پتانسیل شیمیایی است، {\displaystyle \sigma } به کشش سطحی، {\displaystyle \nu _{at}} به حجم مولی و {\displaystyle r} به شعاع ذره. اگر فازهای مایع و جامد در تعادل باشند، پتانسیل شیمیایی یک محلول ایده‌آل را می‌توان تابعی از غلظت املاح نیز بیان کرد.
{\displaystyle \mu =K_{B}Tln(C_{eq})}
جایی که {\displaystyle K_{B}} مطابق با ثابت بولتسمان است، {\displaystyle T} مطابق دما و {\displaystyle C_{eq}}  مطابق غلظت املاح در محلولی که فاز جامد و مایع در آن در تعادل هستند.
از ترکیب هر دو عبارت معادله زیر به دست می آید:
{\displaystyle K_{B}Tln\left({\frac {C_{eq}}{C_{\infty }}}\right)={\frac {2\sigma \nu _{at}}{r}}\rightarrow C_{eq}(r)=C_{eq}(\infty )e^{\frac {2\sigma \nu _{at}}{rK_{B}T}}}
بنابراین، غلظت تعادل، {\displaystyle C_{eq}} ، در اطراف ذرات بزرگتر نسبت به ذرات کوچکتر کمتر است.
{\displaystyle C_{eq}(r)>C_{eq}(R)}
جایی که {\displaystyle r} و {\displaystyle R} شعاع های ذره هستند، و {\displaystyle r<R} . با استنباط از قانون اول قوانین نفوذ فیک، ذرات از غلظت های بزرگ، مربوط به مناطق اطراف ذرات کوچک، به غلظت های کوچک، مربوط به مناطق اطراف نانوذرات بزرگ، حرکت خواهند کرد. بنابراین، ذرات کوچک تمایل به کوچک شدن دارند در حالی که ذرات بزرگ رشد خواهند کرد. در نتیجه، اندازه متوسط نانوذرات در محلول رشد می‌کند و پراکندگی اندازه‌ها کاهش می‌یابد. بنابراین، اگر یک محلول برای مدت طولانی باقی بماند، در حالت شدید از {\displaystyle t\rightarrow \infty }، ذرات آن تا زمانی تکامل می یابند که در نهایت یک ذره کروی عظیم را تشکیل می دهند تا سطح کل را به حداقل برسانند.
تاریخچه پیشرفت تحقیقات در مدلسازی کمی تکامل استوالد طولانی است و مشتقات زیادی دارد. در سال 1958، لیفشیتز و اسلیوزوف یک بررسی ریاضی در مورد تکامل استوالد در شرایطی که پدیده انتشار مواد کندترین فرآیند است انجام دادند. آنها با بیان چگونگی رشد یک ذره در محلول شروع کردند. این معادله توضیح می‌دهد که مرز بین ذرات کوچک و کوچک شده و ذرات بزرگ در حال رشد کجاست. آنها در نهایت نتیجه می گیرند که شعاع متوسط ذرات ⟨R⟩، به صورت زیر رشد می کند:
{\displaystyle \langle R\rangle ^{3}-\langle R\rangle _{0}^{3}={\frac {8\gamma c_{\infty }v^{2}D}{9R_{g}T}}t}
جایی که
| <R>                     | شعاع متوسط تمام ذرات        |
| {\displaystyle \gamma } | کشش سطحی ذرات یا انرژی سطحی |
| c                       | انحلال پذیری مواد ذرات      |
| v                       | حجم مولی مواد ذره           |
| D                       | پخشندگی جرمی مواد ذرات      |
| Rg                      | ثابت گازهای ایده آل         |
| ----------------------- | --------------------------- |
| T                       | دمای ترمودینامیکی مطلق و    |
| {\displaystyle t}       | زمان.                       |

توجه داشته باشید که کمیت ⟨R⟩3 با  ⟨R3⟩متفاوت است، و فقط مقدار دومی را می توان برای محاسبه حجم متوسط استفاده کرد، و این جمله که ⟨R⟩ به عنوان  t1/3می‌رود، متکی بر صفر بودن ⟨R⟩0 است. اما از آنجایی که هسته‌زایی(شیمی) فرآیندی جدا از رشد است،  ⟨R⟩0 را خارج از مرزهای اعتبار معادله قرار می‌دهد. در زمینه‌هایی که مقدار واقعی ⟨R⟩0 نامربوط است، رویکردی که به معانی همه اصطلاحات احترام می‌گذارد، استفاده از مشتق زمانی معادله برای حذف ⟨R⟩0 و t است. یکی دیگر از این رویکردها این است که ⟨R⟩0 را به ⟨R⟩i با زمان اولیه i دارای مقدار مثبت تغییر دهید.
همچنین در مشتق لیفشیتز و اسلیوزوف معادله ای برای تابع توزیع اندازه f(R, t) ذرات موجود است. برای راحتی، شعاع ذرات بر شعاع متوسط تقسیم می شود تا یک متغیر جدید تشکیل شود، R(⟨R⟩)−1 =ρ .
{\displaystyle f(R,t)={\frac {4}{9}}\rho ^{2}\left({\frac {3}{3+\rho }}\right)^{\frac {7}{3}}\left({\frac {1.5}{1.5-\rho }}\right)^{\frac {11}{3}}\exp \left(-{\frac {1.5}{1.5-\rho }}\right),\rho <1.5}
سه سال پس از انتشار یافته های لیفشیتز و اسلیوزوف (به زبان روسی، 1958)، کارل واگنر تحقیقات ریاضی خود را در مورد رسیدن استوالد انجام داد، بررسی هر دو سیستم که در آن پدیده انتشار کند بود و همچنین جایی که اتصال و جدا شدن در سطح ذرات کند بود. اگرچه محاسبات و رویکرد او متفاوت بود، اما واگنر به نتایج مشابهی رسید که لیفشیتز و اسلیوزوف برای سیستم‌های انتشار آهسته داشتند. این اشتقاق تکراری برای سال‌ها مورد توجه قرار نگرفت زیرا این دو مقاله علمی در دو طرف پرده آهنین در سال 1961 منتشر شدند.تا اینکه در سال 1975 کاهلویت به این واقعیت پرداخت که نظریه‌ها یکسان هستند و آنها را در نظریه لیفشیتز-سلیوزوف-واگنر یا LSW در مورد رسیدن استوالد ترکیب کرد. بسیاری از آزمایش ها و شبیه‌سازی ها تئوری LSW را قوی و دقیق نشان داده اند. حتی برخی از سیستم هایی که تحت تجزیه اسپینودال قرار می گیرند نشان داده شده است که پژوهش کمی از نظریه LSW پس از مراحل اولیه رشد پیروی می کنند.
واگنر به این نتیجه رسید که وقتی اتصال و جدا شدن مولکول‌ها کندتر از انتشار باشد، سرعت رشد کاهش می‌یابد.
{\displaystyle \langle R\rangle ^{2}={\frac {64\gamma c_{\infty }v^{2}k_{s}}{81R_{g}T}}t}
که در آن ks ثابت سرعت واکنش اتصال با واحد طول در زمان است. از آنجایی که شعاع متوسط معمولاً چیزی است که می‌توان در آزمایش‌ها اندازه‌گیری کرد، تشخیص اینکه آیا یک سیستم از معادله انتشار آهسته پیروی می‌کند یا از معادله پیوست کند، نسبتاً آسان است. اگر داده‌های تجربی از هیچ یک از معادله‌ها پیروی نکنند، احتمالاً مکانیسم دیگری در حال وقوع است و تکامل استوالد رخ نمی‌دهد.
اگرچه تئوری LSW و تکامل استوالد برای رسیدن جامدات در یک سیال در نظر گرفته شده بود، تکامل استوالد در سیستم های مایع-مایع نیز مشاهده می شود، به عنوان مثال، در بسپارش امولسیونی روغن در آب. در این مورد، تکامل استوالد باعث پدیده انتشار مونومرها (یعنی مولکول ها یا اتم های منفرد) از قطرات کوچکتر به قطرات بزرگتر به دلیل حلالیت بیشتر مولکول های تک مونومر در قطرات مونومر بزرگتر می شود. سرعت این فرآیند انتشار به حلالیت مونومر در فاز پیوسته (آب) امولسیون مرتبط است. این می‌تواند منجر به بی‌ثباتی امولسیون‌ها شود (مثلاً با خامه‌سازی و ته‌نشینی).

### نمونه های خاص

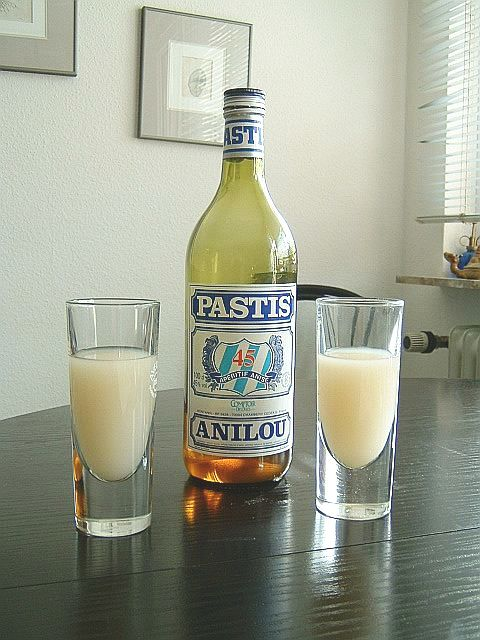
قطرات روغن در پاستیس مخلوط با آب با رسیدن استوالد رشد می کند.

یکی از نمونه‌های تکامل اوستوالد، تبلور مجدد آب در بستنی است که به بستنی قدیمی بافتی رنده‌دار و ترد می‌دهد. کریستال های یخ بزرگتر به قیمت کریستال های کوچکتر در بستنی رشد می کنند و بافت درشت تری ایجاد می کنند.

یکی دیگر از نمونه های خوراکی اثر اوزو است که در آن قطرات موجود در میکروامولسیون ابری با رسیدن استوالد رشد می کنند.
در زمین شناسی، درشت شدن بافت، پیری یا رشد بلورها و بلورها در سنگ جامد است که زیر دمای جامدوس است. اغلب به عنوان فرآیندی در تشکیل مگاکریست های ارتوکلاز، به عنوان جایگزینی برای فرآیندهای فیزیکی حاکم بر رشد کریستال از محدودیت های ترموشیمیایی هسته و سرعت رشد، نسبت داده می شود.
در شیمی محلول های آبی و رسوب پیری، این اصطلاح به رشد بلورهای بزرگتر از بلورهایی با اندازه کوچکتر اشاره دارد که حلالیت بالاتری نسبت به بلورهای بزرگتر دارند. در این فرآیند، بسیاری از کریستال‌های کوچکی که در ابتدا تشکیل شده‌اند (هسته‌ها) به آرامی ناپدید می‌شوند، به جز تعداد کمی که بزرگ‌تر می‌شوند، به قیمت کریستال‌های کوچک (رشد کریستال). کریستال های کوچکتر به عنوان سوخت برای رشد کریستال های بزرگتر عمل می کنند. محدود کردن رسیدن استوالد در فناوری مدرن برای سنتز محلول نقاط کوانتومی اساسی است. تکامل استوالد همچنین فرآیند کلیدی در هضم و پیری رسوبات است که یک مرحله مهم در گراویمتری است. رسوب هضم شده عموماً خالص تر است و شستشو و فیلتر کردن آن آسان تر است.
تکامل استوالد همچنین می‌تواند در سیستم‌های امولسیونامولسیون رخ دهد که مولکول‌ها از قطرات کوچک به قطرات بزرگ در فاز پیوسته پخش می‌شوند. هنگامی که یک مینی امولسیون مورد نظر است، یک ترکیب بسیار آبگریزی به آن اضافه می شود تا از انجام این فرآیند جلوگیری کند.
رشد انتشار قطرات بزرگتر در ابرهای آب مایع در اتمسفر به هزینه قطرات کوچکتر نیز به عنوان تکامل استوالد مشخص می شود.

#### همچنین ببینید
- تجمع ذرات
- ادغام (شیمی)
- ادغام
- شعاع بحرانی
- لخته سازی
- معادله کلوین
- اثر کرکندال
- ریزساختار سنگ
- تعادل انحلال پذیری و اثر اندازه ذرات
- هسته زایی (شیمی)
- رشد کریستال
- تکامل ویدما

##### لینک های خارجی
- Ostwald Ripening 3D Kinetic Monte Carlo شبیه سازی